# Ozëry
Ozëry (Озёры) è una cittadina della Russia europea centrale (oblast' di Mosca), situata 157 km a sudest della capitale sul fiume Oka. Fino al 2015 era il capoluogo amministrativo dell'Ozërskij rajon.
Riportata nelle cronache a partire dall'anno 1578, come piccolo villaggio agricolo chiamato Marvinskoe Ozerko (Марвинское Озерко) dal nome di un piccolo lago (in russo, Ozero) chiamato Mar'ino, situato nelle vicinanze. Nel 1851 il centro abitato acquista il nome di Ozëry e lo status di villaggio (selo), mentre risale al 1925 la concessione dello status di città.

## Società

### Evoluzione demografica
Fonte: mojgorod.ru
- 1926: 14.100
- 1939: 23.000
- 1959: 24.800
- 1979: 26.700
- 1989: 28.200
- 2002: 25.704
- 2007: 26.100